# Estación de Boadilla Centro
Boadilla Centro es una estación de la línea ML-3 del Metro Ligero Oeste situada junto a la carretera de Majadahonda (M-516), próxima a la intersección con las calles Alberca y Nájera, muy cerca del centro de Boadilla del Monte. Abrió al público el 27 de julio de 2007.
Su tarifa corresponde a la zona B2 según el Consorcio Regional de Transportes.

## Accesos
- Boadilla Centro Carretera de Majadahonda, 40. Cerca de C/ Alberca

## Líneas y conexiones

### Metro Ligero
| << cabecera    | < estación         | línea | estación >  | cabecera >>        |
| -------------- | ------------------ | ----- | ----------- | ------------------ |
| Colonia Jardín | Ferial de Boadilla |       | Nuevo Mundo | Puerta de Boadilla |

### Autobuses
| Diurnos |                             |                                                                                     |                  |
| Línea   | Destino                     | Parada                                                                              | Operador         |
| 1       | Olivar - Parque - Las Lomas | 15065 Ctra. Majadahonda-Est. Boadilla Centro (N.º 40) (sentido Calle de la Alberca) | Empresa Boadilla |
| 2       | Valdepastores - Las Lomas   | 15065 Ctra. Majadahonda-Est. Boadilla Centro (N.º 40) (sentido Calle de la Alberca) | Empresa Boadilla |
| 3       | Valdecabañas - Bonanza      | 15065 Ctra. Majadahonda-Est. Boadilla Centro (N.º 40) (sentido Calle de la Alberca) | Empresa Boadilla |
| 1       | Paseo de Madrid             | 12296 Ctra. Majadahonda-Est. Boadilla Centro (N.º 40) (sentido Paseo de Madrid)     | Empresa Boadilla |
| 2       | Ferial de Boadilla          | 12296 Ctra. Majadahonda-Est. Boadilla Centro (N.º 40) (sentido Paseo de Madrid)     | Empresa Boadilla |
| 3       | Ferial de Boadilla          | 12296 Ctra. Majadahonda-Est. Boadilla Centro (N.º 40) (sentido Paseo de Madrid)     | Empresa Boadilla |
| 4       | El Pastel                   | 20203 Crta. Majadahonda-Est. Boadilla Centro                                        | Empresa Boadilla |

| Diurnos   |                                                   |                                                                                     |                           |
| Línea     | Destino                                           | Parada                                                                              | Operador                  |
| 565       | Boadilla del Monte (Puerta de Boadilla)           | 20317 Alberca-Est. Boadilla Centro                                                  | Avanza Movilidad Integral |
| 565       | Pozuelo (Est. El Barrial)                         | 20203 Crta. Majadahonda-Est. Boadilla Centro                                        | Avanza Movilidad Integral |
| 566       | Pozuelo de Alarcón                                | 15065 Ctra. Majadahonda-Est. Boadilla Centro (N.º 40) (sentido Calle de la Alberca) | Avanza Movilidad Integral |
| 567       | Majadahonda                                       | 15065 Ctra. Majadahonda-Est. Boadilla Centro (N.º 40) (sentido Calle de la Alberca) | Avanza Movilidad Integral |
| 571       | Boadilla del Monte                                | 15065 Ctra. Majadahonda-Est. Boadilla Centro (N.º 40) (sentido Calle de la Alberca) | Empresa Boadilla          |
| 573       | Boadilla del Monte                                | 15065 Ctra. Majadahonda-Est. Boadilla Centro (N.º 40) (sentido Calle de la Alberca) | Empresa Boadilla          |
| 574       | Boadilla del Monte                                | 15065 Ctra. Majadahonda-Est. Boadilla Centro (N.º 40) (sentido Calle de la Alberca) | Empresa Boadilla          |
| 575       | Brunete                                           | 15065 Ctra. Majadahonda-Est. Boadilla Centro (N.º 40) (sentido Calle de la Alberca) | Empresa Boadilla          |
| 566       | Boadilla del Monte                                | 12296 Ctra. Majadahonda-Est. Boadilla Centro (N.º 40) (sentido Paseo de Madrid)     | Avanza Movilidad Integral |
| 567       | Villaviciosa de Odón                              | 12296 Ctra. Majadahonda-Est. Boadilla Centro (N.º 40) (sentido Paseo de Madrid)     | Avanza Movilidad Integral |
| 571       | Madrid (Aluche) (por Urbanización Montepríncipe)  | 12296 Ctra. Majadahonda-Est. Boadilla Centro (N.º 40) (sentido Paseo de Madrid)     | Empresa Boadilla          |
| 573       | Madrid (Moncloa) (por Urbanización Montepríncipe) | 12296 Ctra. Majadahonda-Est. Boadilla Centro (N.º 40) (sentido Paseo de Madrid)     | Empresa Boadilla          |
| 574       | Madrid (Aluche) (por Ciudad Financiera)           | 12296 Ctra. Majadahonda-Est. Boadilla Centro (N.º 40) (sentido Paseo de Madrid)     | Empresa Boadilla          |
| 575       | Boadilla del Monte                                | 12296 Ctra. Majadahonda-Est. Boadilla Centro (N.º 40) (sentido Paseo de Madrid)     | Empresa Boadilla          |
| Nocturnos |                                                   |                                                                                     |                           |
| Línea     | Destino                                           | Parada                                                                              | Operador                  |
| N905      | Boadilla del Monte                                | 15065 Ctra. Majadahonda-Est. Boadilla Centro (N.º 40) (sentido Calle de la Alberca) | Empresa Boadilla          |
| N905      | Madrid (Moncloa)                                  | 12296 Ctra. Majadahonda-Est. Boadilla Centro (N.º 40) (sentido Paseo de Madrid)     | Empresa Boadilla          |